# 六盤水市
六盤水市（ろくばんすい-し）は中華人民共和国貴州省に位置する地級市。

## 地理
六盤水市は貴州省西部に位置し、東は安順市、西は雲南省曲靖市、南は黔西南プイ族ミャオ族自治州、北は畢節市に接する。
長江水系と珠江水系の分水嶺に位置する。珠江支流の北盤江が流れる。

## 歴史
春秋時代は牂牁国、戦国時代は夜郎国の版図であった六盤水が中原の支配を受けるようになったのは秦による中国統一後である。秦はこの地を馬郡漢陽県とし、漢代には牂牁郡及び犍為郡が設置された。
隋代には爨氏の勢力下になり中原支配から独立するが、唐代には湯望州、盤州の管轄とされた。宋代は羅殿国、羅氏鬼国、于矢部として中原支配から独立、元代に普安路が設置されると清末まで普安の名称が使用された。
中華民国成立後は水城県、盤県、郎岱県が設置され、その後の行政改編を経た後、1987年12月に水城特区が廃止となり、水城、大河、汪家寨、大湾、老鷹山、観音山の6鎮及び城関、教場、麒麟、徳塢、鳳凰、白膩、月照、煤廠、以徳、芸奇、納福、三合、二塘の13郷を統合し六盤水市が成立し現在に至っている。

## 行政区画
2市轄区・1特区・1県級市を管轄下に置く。
- 市轄区：
  - 鐘山区・水城区
- 特区：
  - 六枝特区
- 県級市：
  - 盤州市

| 六盤水市の地図                |
| ----------------------------- |
| 鐘山区 水城区 六枝特区 盤州市 |

### 年表
この節の出典

#### 六枝鉱区
- 1965年11月29日 - 貴州省安順専区六枝県の一部が分立し、六枝鉱区が発足。(1鉱区)
- 1966年2月22日 - 六枝鉱区が安順専区六枝県・普定県・鎮寧プイ族ミャオ族自治県の各一部と合併し、安順専区六枝特区となる。

#### 水城鉱区
- 1965年11月29日 - 畢節専区水城県の一部が分立し、水城鉱区が発足。(1鉱区)
- 1966年2月22日 - 水城鉱区が畢節専区水城県・威寧イ族回族ミャオ族自治県の各一部と合併し、畢節専区水城特区となる。

#### 盤県鉱区
- 1965年11月29日 - 興義専区盤県の一部が分立し、盤県鉱区が発足。(1鉱区)
- 1966年2月22日 - 盤県鉱区が興義専区盤県の一部と合併し、興義専区盤県特区となる。

#### 六盤水地区
- 1970年12月2日 - 安順地区六枝特区、興義地区盤県特区、畢節地区水城特区を編入。六盤水地区が成立。(3特区)
  - 安順地区郎岱県が六枝特区に編入。
  - 興義地区盤県が盤県特区に編入。
  - 畢節地区水城県が水城特区に編入。
- 1978年12月18日 - 六盤水地区が地級市の六盤水市に昇格。

#### 六盤水市
- 1987年12月15日 - 水城特区が分割され、鐘山区・水城県が発足。(1区2特区1県)
- 1999年2月28日 - 盤県特区が県制施行し、盤県となる。(1区1特区2県)
- 2013年5月21日 (1区1特区2県)
  - 鐘山区の一部(老鷹山鎮)が水城県に編入。
  - 水城県の一部(双戛イ族郷)が鐘山区に編入。
- 2017年4月9日 - 盤県が市制施行し、盤州市となる。(1区1特区1市1県)
- 2017年11月9日 - 鐘山区の一部が水城県に編入。(1区1特区1市1県)
- 2020年7月17日 (2区1特区1市)
  - 水城県の一部が鐘山区に編入。
  - 水城県が区制施行し、水城区となる。

## 経済
六盤水は「江南煤都」の異称を有す長江以南における中国最大の石炭生産拠点である。石炭の推定埋蔵量は569億トン、また天然ガスの推定埋蔵量は1億立方メートル以上である。
農業分野では風猪と称される豚肉、キウイフルーツ（獼猴桃）、杜仲などが特産品である。

## 交通

### 航空
- 六盤水月照空港

### 鉄道
- 中国国家鉄路集団
  - 安六高速線（中国語版）
  - 滬昆旅客専用線（盤州市内）
  - 滬昆線（元貴昆線）
    - 六盤水駅

  - 内昆線
  - 水紅線
  - 盤西線（盤州市内）
  - 威紅線（盤州市内）

### 道路
- 高速道路
  - 杭瑞高速道路
  - 滬昆高速道路
  - 都香高速道路
  - S77 威板高速道路
- 国道
  - G320国道